# Biblioteca Univers

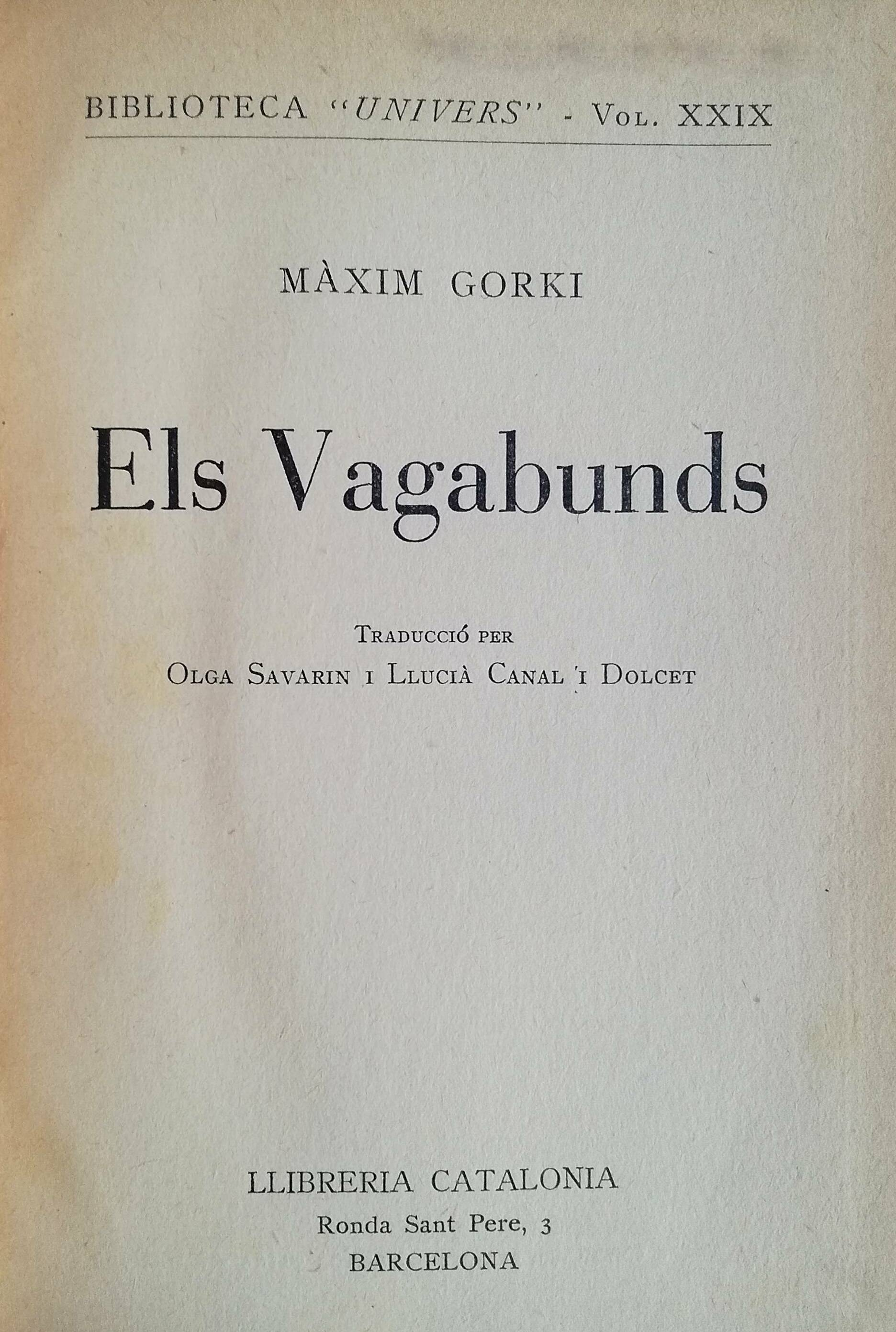
Els Vagabunds de Màxim Gorki, publicat cap a l'any 1933.

La Biblioteca Univers va ser una col·lecció de llibres publicats per la Llibreria Catalònia de Barcelona. Van sortir 46 volums editats entre els anys 1928 i 1936.
Van publicar obres de grans escriptors estrangers, amb èmfasi en els russos, dels segles XVIII i XIX; en destaquen Voltaire, Lev Tolstoi, Charles Dickens, Maksim Gorki, Leonid Andréiev i Mark Twain. També van reeditar obres catalanes d'autors com Carles Soldevila, Prudenci Bertrana i Eugeni d’Ors. La col·lecció va ser hereva de la Biblioteca Literària d'Editorial Catalana.